# Redoute de Rivedoux (Sablanceaux)
La redoute de Sablanceaux ou redoute de Rivedoux est une place forte construite par Vauban en 1674 à Rivedoux-Plage sur la pointe de Sablanceaux (autrefois nommée Saint-Blanceau), la pointe est de l’île de Ré en Charente-Maritime.

## Histoire
À la suite du débarquement, sur les plages de la pointe de Sablanceaux, de 10 000 soldats anglais, venus aider les Rochelais assiégés, sous la conduite du Duc de Buckingham en 1627, Colbert  demande à Vauban la construction de cet ouvrage.
Vauban en aurait dit :

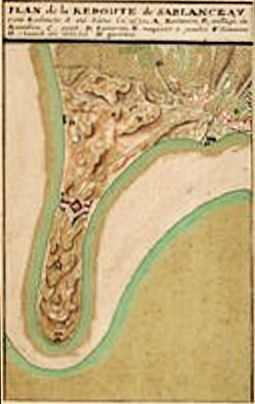
Plan de la zone par Claude Masse.

"Cet édifice est le poste non seulement le plus exposé de toute l’île, mais de tout le royaume. D’autant plus que le jour où l’ennemi aura mis pied-à-terre, on peut compter l’île à demi perdue. Ce poste mérite d’être considéré comme le plus important de l’île après Saint Martin de Ré"
Deux autres redoutes furent construites sur l’île, au nord (Les Portes-en-Ré) et à l’ouest (Martray, Ars-en-Ré). L'ouvrage est complété à partir de 1701 par l'installation à son voisinage de batteries. L'une d'elles, la Batterie de Sablanceaux, située à moins de 500 mètres, au bout de la pointe de Sablanceaux, sera progressivement agrandie et modernisée jusqu'à la seconde guerre.
La redoute est réhabilitée en 1862.
Pendant la Seconde Guerre mondiale et dans le cadre du mur de l’Atlantique, l’armée d’occupation y intègre un blockhaus d’observation dans le corps de garde sud, invisible de l’extérieur (contrairement à celui construit dans la redoute du Martray) ainsi qu'une batterie sur la contre-garde sud.
À l’abandon depuis la fin de la dernière guerre, le fossé côté entrée (Ouest) est comblé, un camping est installé sur le glacis.
En 2005, la municipalité de Rivedoux-Plage a acquis la redoute et les terrains avoisinants. La volonté des élus et l’aide de nombreux bénévoles ont permis de commencer à réhabiliter le site, de l’ouvrir à la visite et d’y organiser quelques expositions. Des travaux de plus grande ampleur sont prévus dans les années à venir.

## Composition

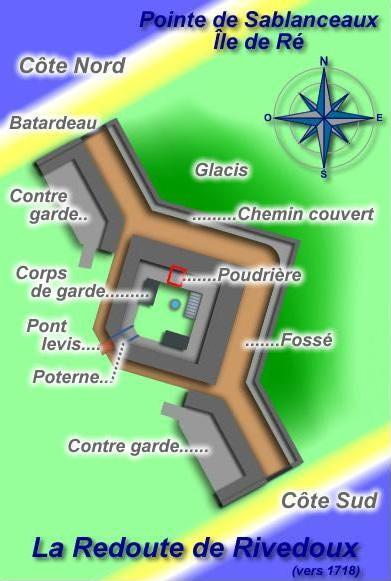
Plan de la redoute, vers 1716.

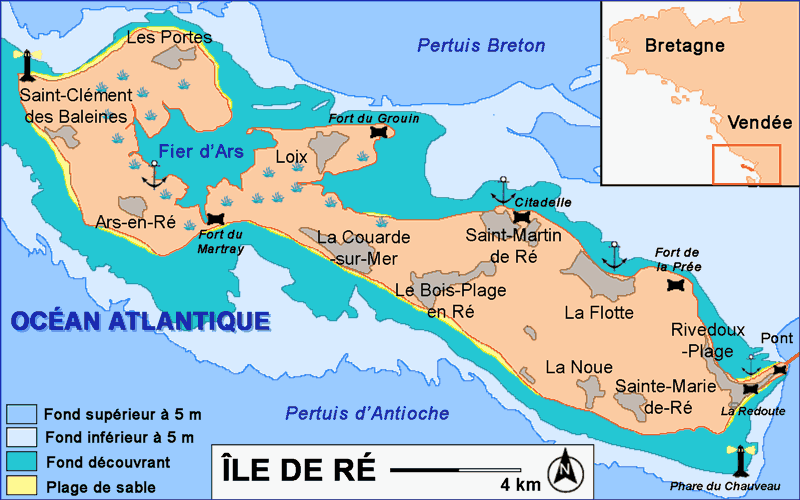
Plan de l'île de Ré, localisant les fortifications datant d'avant le XIXe siècle.

C’est un fortin carré, de 45 mètres de côté, flanqué de deux ailes (contre-garde), de part et d’autre, barrant, à l’époque, la pointe de Sablanceaux, sur toute sa largeur. Entouré d'un fossé sec, protégé par un chemin couvert et un glacis à l'est, l'entrée se faisait par un pont dormant, un pont-levis et une poterne passant à travers la fortification, à l'ouest. À l'intérieur, deux corps de garde, avec un étage, l'un contre le mur nord, l'autre au sud. Une poudrière est logée dans la muraille nord. Un puits l'alimente en eau douce, indispensable en cas de siège.

Petite place forte prévue pour une trentaine d’hommes, une douzaine de canons et 3 tonnes de poudre.

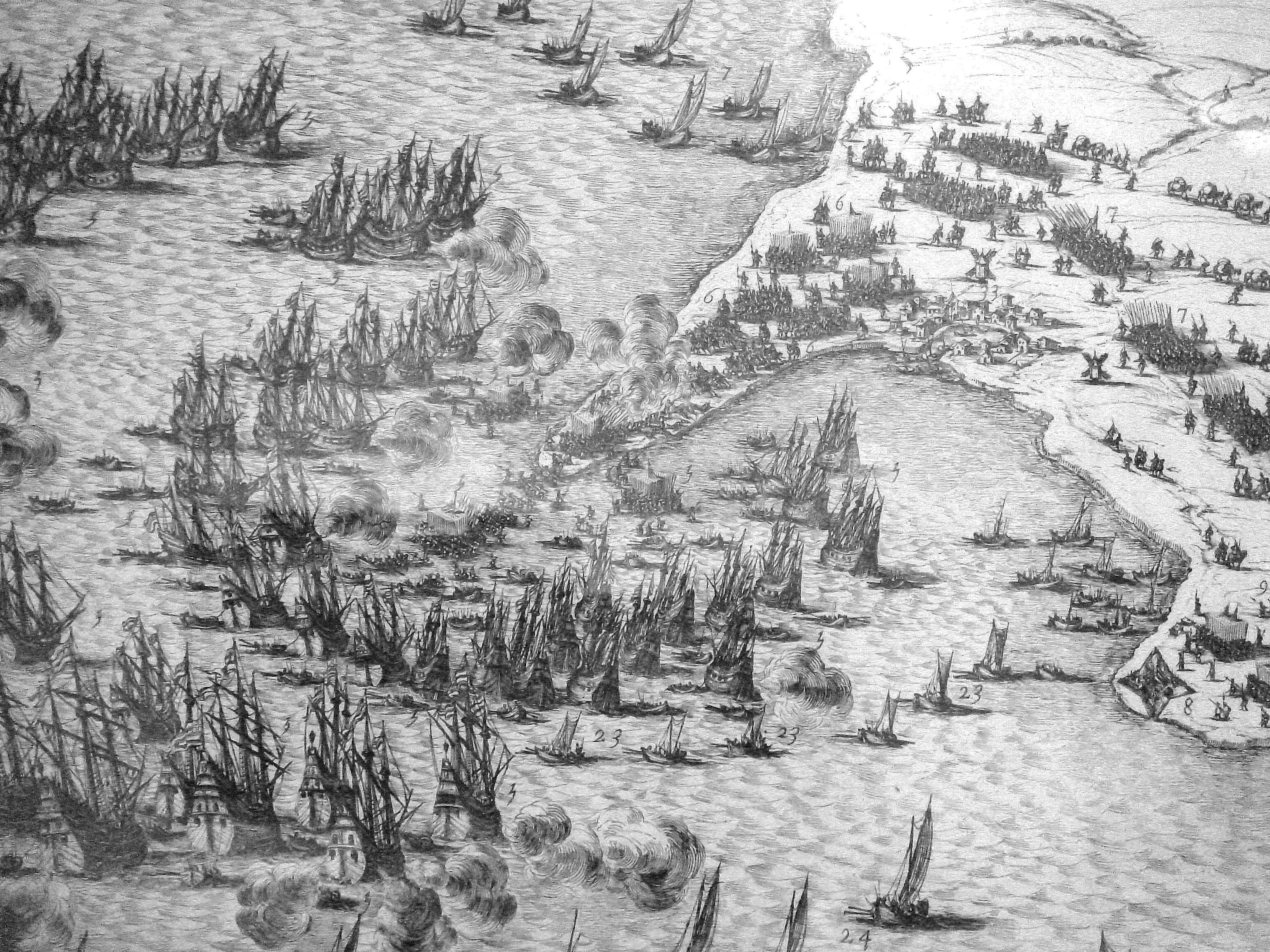
Extrait de la gravure de Jacques Callot datée de 1630, montrant le débarquement anglais de 1627.
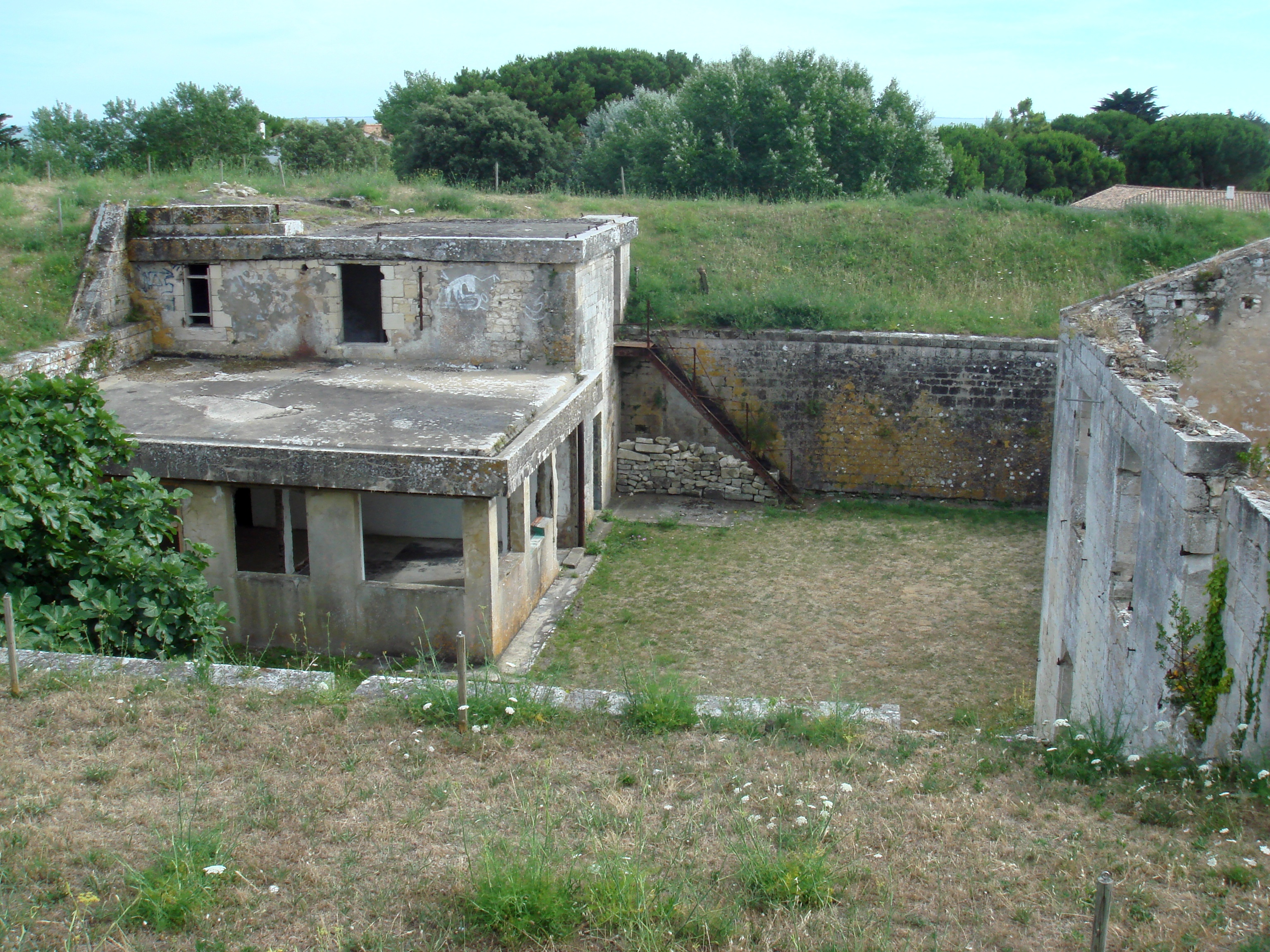
Intérieur de la Redoute.
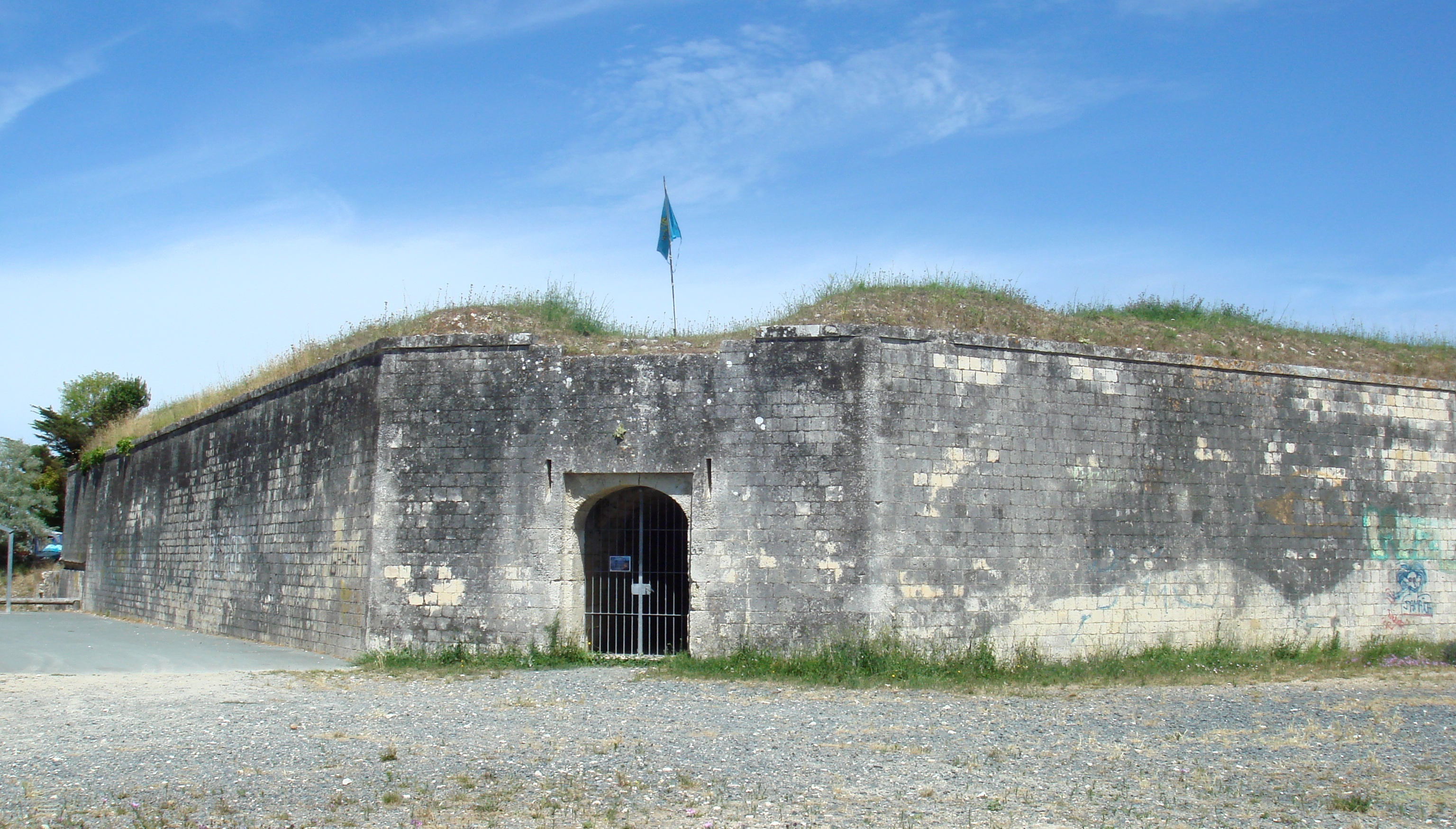
Entrée de la Redoute.
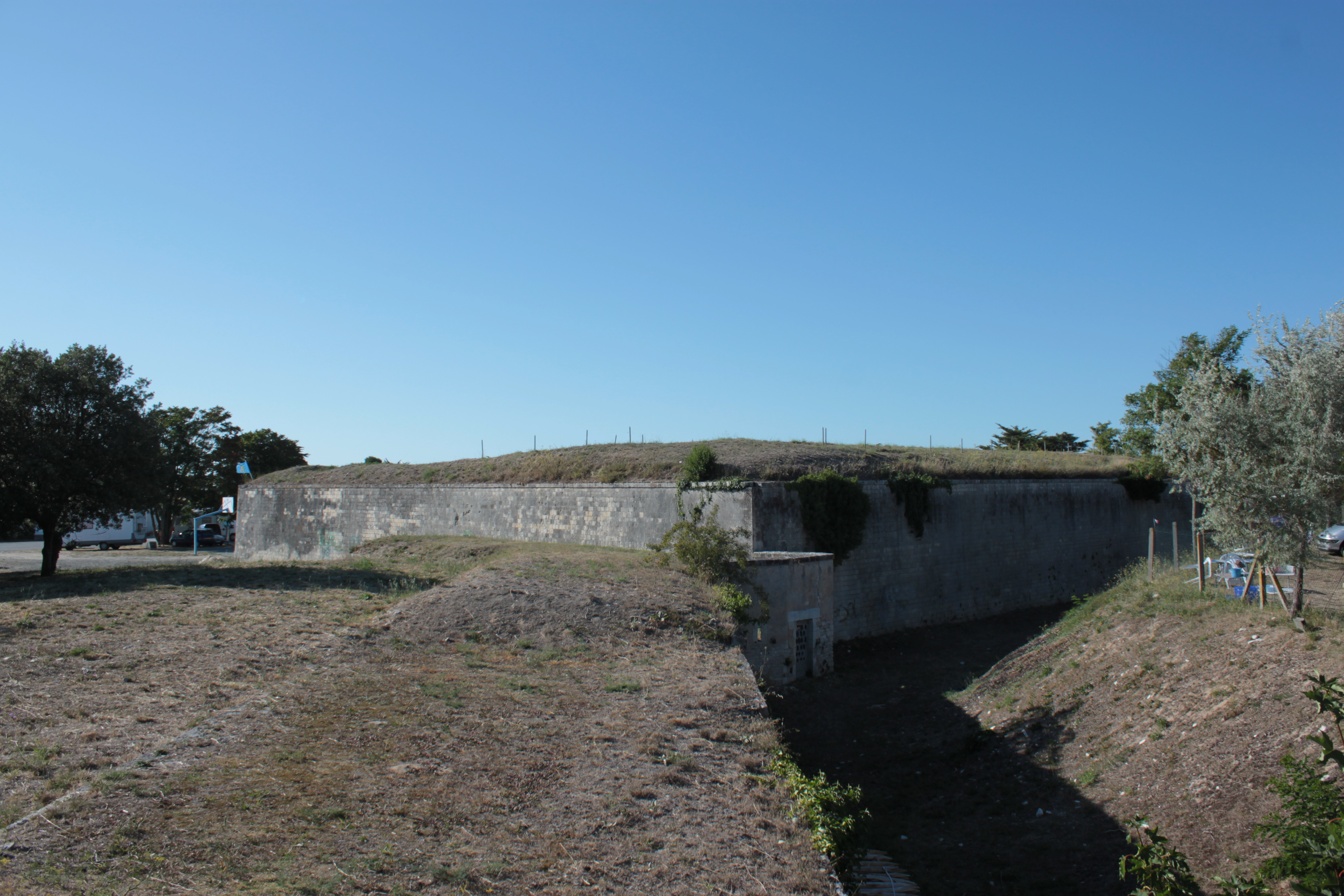
Côté nord.
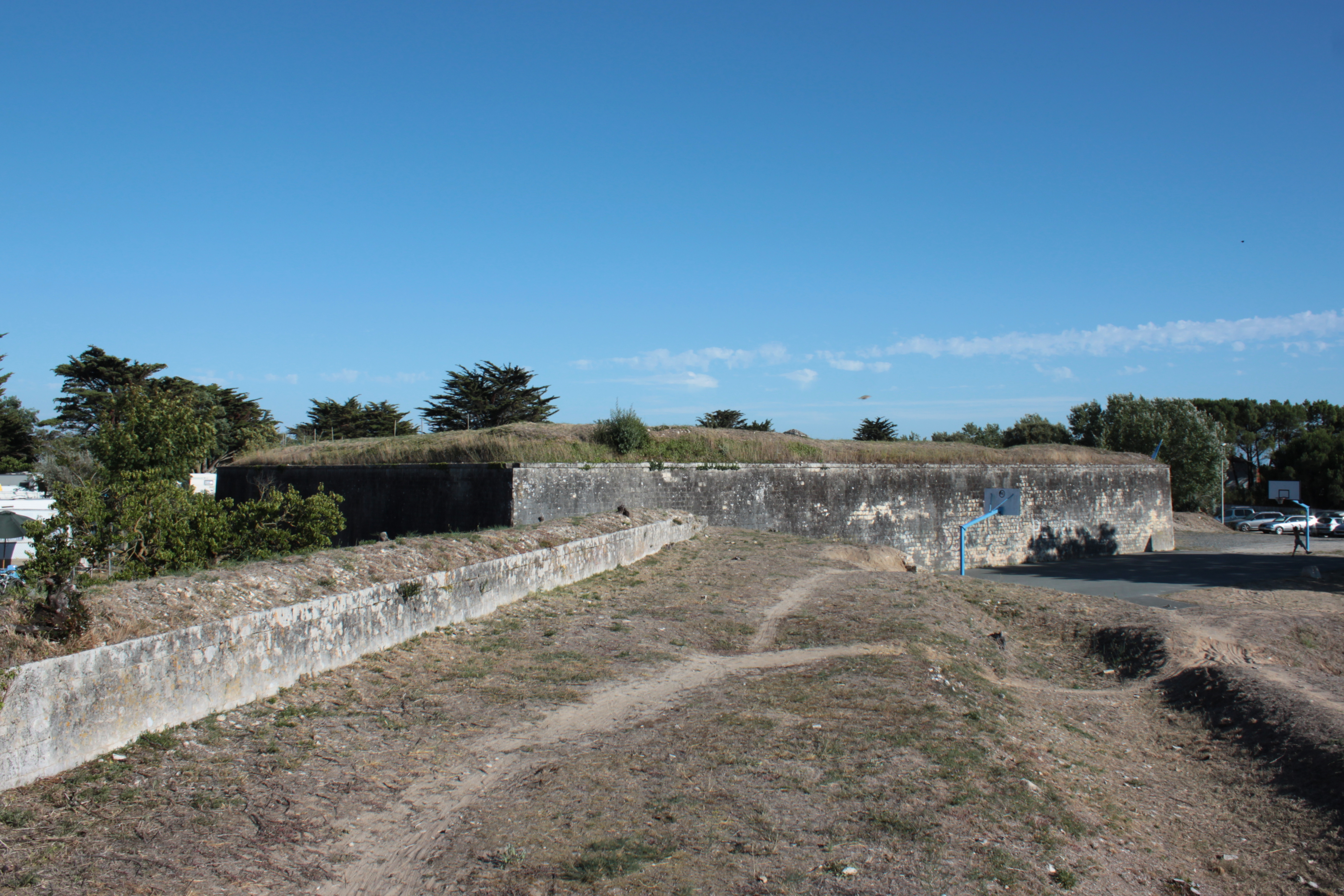
Côté sud.

## Batterie de Sablanceaux
- BATTERIE DE SABLANCEAUX - étude sommaire d'aménagement Janvier 2005

## Pour approfondir